# Rhinolophus pumilus
Rhinolophus pumilus — вид рукокрилих ссавців з родини підковикових.

## Таксономічна примітка
Таксон відділено від R. cornutus; включає назву miyakonis.

## Середовище проживання
Країни проживання: Японія.